# Glaphyria furvalis
Glaphyria furvalis là một loài bướm đêm trong họ Crambidae.